# Ichneumon partitus
Ichneumon partitus là một loài tò vò trong họ Ichneumonidae.